# Садж (блюдо)
Садж, сач — название группы блюд, характерных для балканской и азербайджанской кухни (традиционно готовят из баранины). Главная особенность — для приготовления блюда используется одноименная посуда (вогнутая сковорода), также имеющая название tava.

## Посуда
Садж (saj tava, где слово тава имеет индо-арийское происхождение и означает готовить (пищу)) — вогнутая или почти плоская круглая сковорода, которая обычно изготавливается из чугуна, высокоуглеродистой стали или алюминия, иногда — эмалированная или с антипригарным покрытием. Оборотная сторона посуды также может быть использована (в этом случае рабочая поверхность получается не вогнутой, а выпуклой формы) — для выпекания лепёшек и других хлебобулочных изделий: к примеру, питы или гёзлеме.

## Ингредиенты
В Азербайджане и Турции садж традиционно готовят из баранины. Другие компоненты — животный жир (обычно курдючный) и овощи: здесь много вариантов и сочетаний, например картофель, помидоры, баклажаны и сладкий перец, а также репчатый лук и чеснок. Баранина может быть заменена телятиной или цыплёнком; можно добавлять морковь, кабачки, фасоль, грибы, а также зелень и, при подаче, гранатовые зёрна

## Приготовление и подача
Общий принцип приготовления: сначала в сковороду-садж добавляются самые плотные продукты (начиная с мяса) — и далее овощи по убыванию плотности (к примеру, сначала картофель, в самом конце — томаты); периодически добавляются соль и рубленая зелень. Готовые продукты удаляются со сковороды или сдвигаются к её краям (где температура ниже). В традиционном варианте на стол блюдо подаётся непосредственно в сковороде (куда возвращаются ранее убранные готовые ингредиенты). Блюдо посыпают зеленью и гранатовыми зёрнами; подают с лепёшками или лавашом.